# Соломон Чекізо Плаакі
Соломон Чекізо Плаакі (сетсв. Solomon Tshekisho Plaatje, 9 жовтня 1876, Босхоф — 19 червня 1932, Пімвілль, Совето) — південноафриканський громадський діяч, журналіст, письменник, перший генеральний секретар Африканського національного конгресу.

## Життєпис
Плаакі народився в Дорнфонтейні поблизу Бошофа, у Оранжевій Республіці (нині провінція Фрі-Стейт, Південна Африка) Він був чотирнадцятою дитиною і шостим із восьми синів в родині Кушумана Йоганнеса Плаакі Могоді (англ. Kushumane Johannes Plaatje Mogodi) — баролонга (ролонга) з племені Ното та Кетханекве Ботсінгве (рід Ціпі з Селеки Ролонга (англ. Seleka Rolong)), яка згодом взяла християнське ім'я Марта. Його дід, Селогілве Могоді (1836—1881), працював у бурського фермера Груневальда, який у 1856 році дав йому прізвисько «Плаакі» (що означає «картина»). Відтоді це ім'я стало родинним прізвищем (за іншою версією Plaatje —  прізвисько від африкаанс 'plat' (плоский, або широкий, зважаючи на кремезну статуру). Батьки Соломона, Йоганнес і Марта, належали до народу тсвана. Близько 1836 року обидва батьки стали лютеранами, після того, як мали контакт з берлінськими місіонерами у Філіпполісі і працювали на місіонерських станціях лютеранського Берлінського місіонерського товариства у Південній Африці. Коли Соломонові виповнилося чотири роки, сім'я переїхала до Пніеля, поблизу Кімберлі в Капській колонії, де вони працювали на німецького місіонера Ернста Вестфаля (діда відомого лінгвіста Ернста Вестфаля) та його дружину Вільгельміну. Плаакі викладали у початкових класах місіонерської школи англійську, голландську, мову тсвана, арифметику, священне писання, співи і трудове навчання Саме у цій школі Соломон і здобував освіту. У ранньому віці він здобув надзвичайні знання німецької, англійської та голландської мов, а також своєї рідної мови, тсвана. Його здібності швидко проявилися, і, випереджаючи однолітків, він отримував додаткові приватні уроки від пані Вестфаль. Вона навчала його гри на піаніно та скрипці, а також давала уроки співу. 
Після закінчення школи у 1894 році Сол Плаакі поїхав до Кімберлі, працювати почав  телеграфним кур'єром на пошті та навчався приватно, за 7 місяців отримавши сертифікат державної служби на посаду клерка (найвищий у колонії) з найкращими результатами серед усіх кандидатів з нідерландської мови та машинопису (як зазначає Ніл Парсонс у передмові до Native Life in South Africa, Before and Since the European War and the Boer Rebellion).
На той час у Капській колонії діяло обмежене виборче право для всіх чоловіків віком від 21 року. Умовою було вміння читати й писати англійською або нідерландською мовою та річний дохід понад 50 фунтів. Тож у 1897 році, коли Плаакі виповнився 21 рік, він отримав право голосу. Однак пізніше він втратив це право, коли Капську колонію об'єднали з іншими південноафриканськими колоніями у Південно-Африканський Союз.
Вільно володіючи 8 мовами, він продовжив працювати судовим перекладачем при британській колоніальній адміністрації в Мафікенгу, у той час, коли місто перебувало у семимісячній облозі під час Другої англо-бурської війни.
Після  завершення війни Сол Плаакі сподівався, що британський уряд забезпечить збереження виборчих прав для всіх чоловіків у Південній Африці. Однак замість цього влада передала політичний контроль новому уряду Південної Африки, який обмежив право голосу лише білими. Плаакі різко розкритикував британський уряд за це рішення у неопублікованому рукописі 1909 року Sekgoma — the Black Dreyfus.
У 1901 році в Мафікенгу Плаакі стає редактором першої газети на тсванській мові «Koranta ea Becoana» («Газета Тсвана»), яка виходила до 1908 року, Повернувшись до Кімберлі, у 1910 році засновує та стає редактором газети «Tsala ea Becoana» («Друг Бечуани»), яка у 1912 році перейменувалась на «Tsala ea Batho» («Друг народу»). У 1912 році очолив Південноафриканський національний конгрес корінних народів.

### Політична діяльність

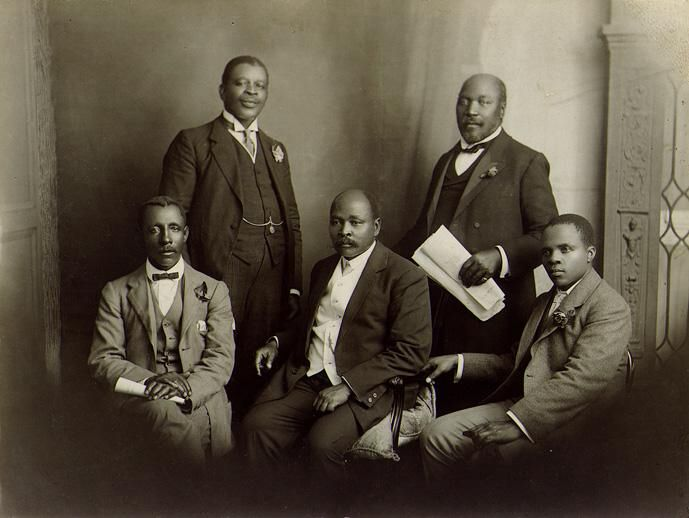
Делегація Південноафриканського національного конгресу корінного населення (South African Native National Congress, SANNC) до Англії, червень 1914 року. Зліва направо: Томас Мапіке, преподобний Волтер Рубусана, преподобний Джон Дубе, Соул Мсане, Сол Плаакі

Перша політична промова Сола Плаакі відбулася в Кімберлі 29 жовтня 1895 року. Як активіст і політик, Плаакі присвятив значну частину свого життя боротьбі за виборчі права та звільнення африканського народу та боротьбу з трайбалізмом.
У 1912 році Сол Плаакі став одним із засновників та першим Генеральним секретарем Південноафриканського національного конгресу корінного населення (SANNC), який  у 1922 році трансформувався у Африканський національний конгрес (ANC).  
Перша значуща кампанія SANNC була спрямована проти Закону про землю 1913 року, який суттєво обмежував права африканців на володіння та використання землі в Південноафриканському Союзі. У 1914 році Плаакі відправився до Лондона разом з делегацією SANNC, якій було доручено звернутися до британського уряду з протестом проти цього Закону. Єдиним представником британського уряду, з яким делегати змогли поспілкуватися у червні 1914 року, був міністр колоній. Делегація мала зустріч з керівництвом Міжнародного Товариства боротьби з рабством і захисту аборигенів (англ. «Anti-Slavery and Aborigines' Protection Society»), але підтримки ід них не отримала.Загалом місія виявилася невдалою. Початок Першої світової війни змусив чотирьох з п'яти делегатів повернутися до Африки, тоді як Сол Плаакі залишився у Британії до лютого 1917 року.
Плаакі отримав підтримку та знайшов авдиторію серед учасників руху «Приємний недільний день» (інша назва —  рух «Братство» (англ. «Pleasant Sunday Afternoon/Brotherhood»), які здебільшого були нонконформістами; їхні регулярні збори по неділях стали майданчиком для його виступів.
Протягом цього часу Сол Плаакі виголосив понад 300 промов, читав лекції, писав статті для лондонського тижневика «Африканський світ» (англ. «The African World») працював над документальною повістю «Корінне життя у Південній Африці».
Повернувшись до Південної Африки в 1917 році Сол Плаакі відновив свою політичну роль і прагнув створити південноафриканський еквівалент «Руху братства». У 1919 році він повернувся до Європи у складі  делегації SANNC на Версальську мирну конференцію.  Ця делегація теж успіхів не досягла. Африканери також направили делегацію під керівництвом генерала Герцога. Плаакі скористався цією нагодою, щоб опублікувати свій памфлет «Деякі юридичні обмеження, яких зазнає корінне населення Південно-Африканського Союзу, та імперська відповідальність» (англ. Some of the Legal Disabilities Suffered by the Native Population of the Union of South Africa and Imperial Responsibility).
Ймовірно Плаакі був присутній на першій панафриканській конференції в Парижі в лютому 1919 року, а також на конференції 1921 року, але жодних доказів цьому немає. У складі делегації SANNC Плаакі повернувся до Лондона в травні 1919 року, згодом взяв участь у зустрічі з прем'єр-міністром Великої Британії Ллойд Джорджем. Грудень 1919 року Платже провів у Шотландії, де познайомився з радикальними соціалістами. Наприкінці літа 1920 року Сол Плаакі від'їжджає до Канади та Сполучених Штатів, прагнучи оприлюднити скарги свого народу та зібрати коштина діяльність свого Братства. Плаакі багато подорожує, зустрічається з лідерами Національної асоціації сприяння розвитку кольорового населення Маркусом Гарві та В. Е. Б. Дюбойсом, організує вихід в США своєї книги «Корінне життя у Південній Африці». 
Сол Плаакі повернувся до Лондона у вересні 1922 року. 26 жовтня 1923 року він вирушає до Кейптауна, збіднілий після багатьох років подорожей. Тривалий час Плаакі перебував поза її межами, тому втратив звʼязок з наступним поколінням урбанізованих та індустріалізованих південноафриканців і його політичний вплив на них слабне. Плаакі продовжував писати статті і під час засідань парламенту їздив до Кейптауна, щоб висвітлювати засідання та лобіювати інтереси чорношкірих південноафриканців як представник АНК. Під впливом своїх вражень у США він приєднався до руху Об'єднаної ради. Плаакі також став членом Організації африканських народів доктора Абдули Абдурахмана. представляв Африканський національний конгрес на конференції в Преторії 1927 року. Сол Плаакі відвідав Конго, щоб оцінити ситуацію там. Він повернувся переконаним, що, незважаючи на расові та правозахисні утиски, чорношкірі люди Південної Африки живуть краще, ніж африканці на півночі. Незважаючи на час від часу непрості стосунки з АНК, у грудні 1930 року він супроводжував делегацію АНК до відділу у справах корінних народів, щоб зареєструвати скарги африканців на закони про перепустки.
На знак вдячності чорношкірі громадяни проводили збір коштів, аби придбати  для Соломона земельну ділянку в Кімберлі.
Як масон, Сол Плаакі завжди уникав споживання алкоголю і акцентував на значенні морального відновлення корінних народів Південної Африки. В кінці 1920-х років він багато часу приділяв питанням тверезості, боровся проти вживання алкоголю у співпраці з Незалежним орденом справжніх тамплієрів (англ. Independent Order of True Templars), членом якого він був, редагував журнал Ордену «Наша спадщина».
Останній публічний виступ Соломона Плаакі відбувся в  містечку Ґейлшеве англ. Galeshewe 24 травня 1932 року, менше місяця до його смерті.

### Журналістська та літературна діяльність
Хоча рідною мовою Плаакі була тсвана, він був поліглотом. Вільно володіючи принаймні сімома мовами, він працював судовим перекладачем під час облоги Мафікенга, як військовий кореспондент газети «Mafikeng Mail» написав під псевдонімом кілька статей. Його рукописний щоденник про семимісячну облогу Мафікенга є єдиним африканським описом спроби бурів захопити місто.  Щоденник з Мафекінга був віднайдений у 1969 році, відредагований Джоном Л. Комароффом (англ. John L. Comaroff) та опублікований у 1972 році під назвою «Щоденник англо-бурської війни Сола Т. Плаакі: африканець у Мафекінгу» (англ. «The Boer War Diary of Sol T. Plaatje: An African at Mafeking»). Сол Плаакі стає дописувачем до різних південноафриканських англомовних газет і британських журналів, його мовний талант відкриває йому шлях у журналістику та письменницьку діяльність. Плаакі був редактором і співвласником газети «Kuranta еa Becoana» («Газета Бечуани») у Мафекінгу, а також редагував видання «Tsala ea Becoana» («Друг Бечуани») та «Tsala ea Batho» («Друг народу») в Кімберлі. 
1916 рік для Сола Плаакі стає плідним: у видавництві «Wits Press» у Лондоні виходить його 600-сторінкова збірка есеїв «Життя корінних жителів Південної Африки: до і після європейської війни та повстання бурів» (англ. «Native Life in South Africa: Before and since the European war and the Boer rebellion»), яку Ніл Парсонс називає «однією з найвизначніших книг про Африку, написаних одним із найвидатніших африканських авторів». Книга є своєрідним політичним подорожнім щоденником: від тривалих подорожей Плаакі сільською глибинкою Південної Африки до участі в депутації Південноафриканського національного конгресу до британського імперського уряду у 1914 році аби донести факти наступу на права та можливості темношкірих південноафриканців з метою усунення їх від політичної влади, які були здійснені у перші роки правління білої меншини  в нещодавно об'єднаному Південно-Африканському Союзі. Книга охоплює різні теми політичного та життя корінних народів Південної Африки і її основною темою є негативні наслідки прийняття Закону 1913 року, який вплинув на життя мільйонів чорношкірих південноафриканців, заборонивши їм купувати або орендувати землю поза межами встановлених резервацій. Книжка, випущена трьома виданнями в Лондоні, швидко здобула популярність за межами Великої Британії та була перевидана в США у 1921 році. 
У 1916 році Плаакі написав есей «Південно-африканська шана»  для «Книги шани Шекспіру» (англ. «Book of Homage to Shakespeare») Ізраеля Голланца (англ. Israel Gollancz) і у тому ж році видає «Прислів'я Тсвана з дослівним перекладом та їх європейські відповідники» (англ. «Sechuana Proverbs with Literal Translations and their European Equivalents») та, разом з лінгвістом Деніелом Джонсом (англ. Daniel Jones) з Лондонського університету — «Фонетичний розмовник (читанка) мовою тсвана» (англ. «Sechuana Phonetic Reader»). 
Під час перебування в США Плаакі у 2021 році опублікував свою працю «Порошинка та балка: епопея про статеві стосунки між білими та чорними в Британській Південній Африці» (англ. «The Mote and the Beam: an epic on the sex relationship twixt white and black in British South Africa»).
У 1930 році місіонерське видавництво «Lovedale Press» в Алісі видало англомовний роман Сола Плаакі «Муді» (англ. «Mhudi»), який став його найвідомішим літературним твором та визнаний першим романом, написаним темношкірим південноафриканцем англійською мовою. Раніше, у 1928 році, у тому ж видавництві зулуський письменник Р. Р. Р. Дгломо (англ. Rolfes Robert Reginald Dhlomo) видав англомовний роман «Африканська трагедія» англ. «An African Tragedy», що робить його першим офіційно опублікованим англомовним романом чорного південноафриканського письменника, хоча Mhudi було написано раніше, між 1919 і 1920 роками.
У підзаголовку до «Муді» було зазначено, що це «епос про життя корінних жителів Південної Африки сто років тому». Це романтична історія про вродливу та мужню жінку Муді, яка ризикує своїм життям, щоб врятувати свого чоловіка Ра-Тагу (англ. Ra-Thaga). Історія кохання розгортається на жорстокому тлі війни союзу баролонгів, гриква та бурів з матабеле. 
Сол Плаакі переклав мовою тсвана шість п’єс Вільяма Шекспіра: «Комедія помилок», «Венеціанський купець», «Багато галасу з нічого», «Юлій Цезар», «Отелло» та «Ромео і Джульєтта». Згодом було опубліковано лише дві з них: «Комедія помилок» (1930) та «Юлій Цезар» (1937),.

### Мистецькі виступи

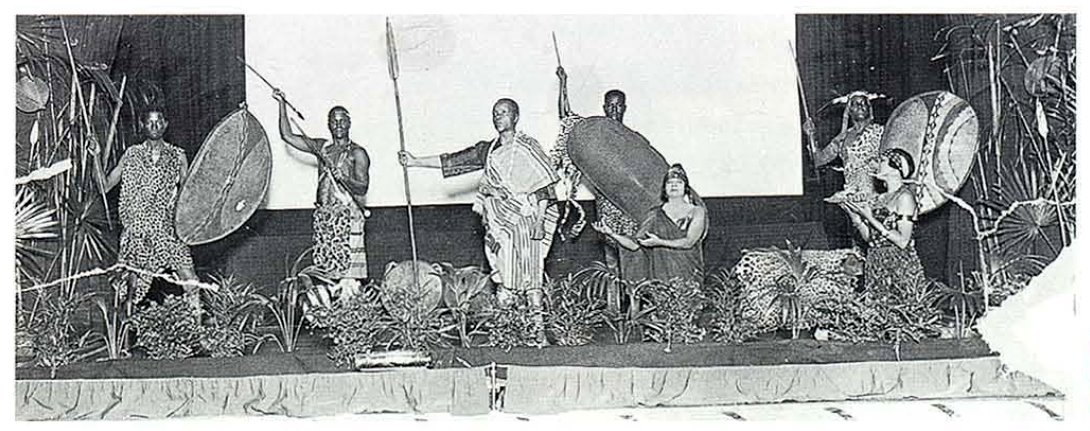
Сцена з театральної постановки Cradle of the World, 1923 рік. Сол Плаакі у центрі сцени

Плаакі тричі відвідував Великобританію, де зустрічав людей зі схожими поглядами. Одним із них був кінематографічний та театральний імпресаріо Джордж Латтімор, який у 1923 році разом із компанією Pathé просував фільм «Колиска світу» (англ. Cradle of the World) – «найдивовижніший і найзахопливіший тревел-фільм, який коли-небудь демонструвався на екрані». для чого перед початком сеансу проводились театральні вистави-ревю. Плаакі був запрошений Латтімором для виконання ролі африканського воїна. У листі до панафриканіста В. Е. Б. Дюбойса Латтімор повідомляв, що вистава мала «успішний прокат» у Philharmonic Hall у Лондоні. За даними Лондонського університету SOAS, ця короткочасна участь у виставі відображає період у житті Плаакі, коли він «відчайдушно потребував грошей». Зважаючи на характер «Колиски світу» та його спрощене зображення корінних культур, імовірно, що Плаакі погодився на цю роль лише через фінансову скруту.  
16  жовтня 1923 року в лондонському офісі звукозаписної компанії «Zonophone» Сол Плаакі зробив шість записів, випущених на трьох двосторонніх дисках зі швидкістю 78 об/хв. Одним з записів була пісня «Nkosi Sikelel' iAfrika» («Боже, благослови Африку»), виконана під фортепіанний супровід Сільвії Коленсо, яка стала гімном Африканського національного конгресу та майбутнім національним гімном Південно-Африканської республіки і вважається найдавнішим збереженим його записом.

### Особисте життя
Соломон Плаакі був відданим християнином і організував релігійну спільноту Christian Brotherhood у Кімберлі. 
У 1898 році Соломон одружився з Елізабет Ліліт М'белле,  вчителькою з Мафікенгу, у подружжя народилося шестеро дітей: Фредерік Йорк Сент-Леджер, Хеллі, Річард, Вайолет, Олів і Йоганнес Гутенберг.  
Плаакі помер від пневмонії у Пімвіллі, Йоганнесбург, 19 червня 1932 року у віці 55 років. Його поховали в Кімберлі, а на похорон зібралося понад тисячу людей.

## Праці
- The Boer War Diary of Sol T. Plaatje: an African at Mafeking. Macmillan. 1973. ISBN 978-0-86954-002-2. з Джон Л. Комаров.
- The Essential Interpreter (circa 1909): an essay
- Mhudi, an epic of South African native life a hundred years ago. Negro Universities Press. 1930. ISBN 9780837129303.
- Native Life in South Africa. London: P. S. King and Son Ltd. 1916. ISBN 978-3-8491-6441-6.
- Sechuana Proverbs, with Literal Translations and Their European Equivalents,... by Solomon T. Plaatje,... K. Paul, Trench, Trubner and Company. 1916.
- A Sechuana Reader in International Phonetic Orthography: (with English Translations). Arts & Culture Trust. 1916.
- Bantu Folk-Tales and Poems
- Selected writings. Johannesburg: University of the Witwatersrand Press. 1996. ISBN 978-1-86814-303-0. за ред. Браяна Віллана.